# I'll Never Love This Way Again
«I'll never love this way again» (en español: No amaré de esta manera otra vez) es una balada pop en inglés escrita por Richard Kerr y Will Jennings, producida por Barry Manilow, fue el éxito de 1979 y 1980, en voz de la cantante estadounidense Dionne Warwick, la cual gracias a su interpretación del tema recibió un Grammy  en 1980, la balada alcanzó el número 5 en los Billboard Hot 100, la canción y el álbum donde se incluía fueron calificados Oro por vender más de un millón de copias en Estados Unidos y Canadá en este segundo país la pista alcanzó el número #6 durante varias semanas consecutivas. El éxito se incluía en el álbum homónimo de Dionne Warwick. 
La canción había sido grabada por primera vez en voz del mismo compositor Richard Kerr en 1978 (un año antes)para su álbum "Welcome to the Club", sin embargo debido a la poca difusión no tuvo mucha repercusión por eso es recordada mundialmente en la voz de Dionne Warwick. El tema también ha sido interpretado por otros artistas como: Tome Jones, Billie Jo Spears, Cheryl Ladd, Los Nolans, entre otros. La canción también ha sido traducida a varios idiomas como: Danés, Holandés, Alemán, Finlandés, Italiano incluso el Húngaro.
La versión en español fue titulada "Como te amé" y fue interpretada por primera vez por la cantante mexicana Yuri en 1992 para su álbum Obsesiones.